# Star Shopping
Star Shopping è un singolo del rapper statunitense Lil Peep, pubblicato il 17 agosto 2015 dalla AWAL.
Il brano è divenuto singolo il 19 aprile 2019, in seguito alla ripubblicazione dello stesso.

## Antefatti
Il 15 agosto 2015, subito dopo aver commentato ad un post del brano Praying to the Sky di Lil Peep su Soundcloud, Kryptik fu contattato dal rapper per creare la strumentale di Star Shopping. Il giorno dopo, Peep inviò la versione finale del brano con la sua voce, affermando che gli si era rotto il microfono a metà registrazione ma che era comunque entusiasta del risultato ottenuto.
Secondo Kryptik, mentre navigava su internet per cercare musica per avere un punto di partenza sul suo nuovo progetto, scoprì il brano Never Mess With Sunday di Yppah. Visto che amava la chitarra utilizzata nel brano decise di campionarla per il beat di Star Shopping.
Secondo Lil Peep, per scrivere e registrare il brano gli ci sono voluti solo 20 minuti a causa del guasto al microfono. I testi sono stati scritti dallo stesso Peep sul suo cellulare con l'app Notes il 16 agosto 2015, subito dopo un viaggio a Cambridge per il compleanno di suo nonno. Il 17 agosto 2015, il brano fu pubblicato su SoundCloud.
Il 17 ottobre 2017, durante un live in Minnesota, Peep ha rivelato che registrò la canzone nella camera da letto di sua madre mentre era sotto effetto di eroina.
Star Shopping fu il primo brano di Lil Peep ad ottenere molte visualizzazioni e recensioni positive dal pubblico, contando di circa 20.000 visualizzazioni in 24 ore e oltre centomila in una settimana.
La canzone non fu disponibile nella maggior parte dei servizi di streaming a causa di un problema col copyright con il campione utilizzato; tuttavia il 19 aprile 2019 il brano è stato caricato ufficialmente (presumibilmente dopo la negoziazione e le autorizzazioni).

## Tracce
1. Star Shopping – 2:22 (testo: Gustav Åhr, Cabe Brown II, Jose Corrales Jr – musica: Kryptik, Yppah)

## Formazione
- Lil Peep – voce, testi
- Kryptik – testi, produzione
- Yppah – testi, produzione